# 足利持氏
足利持氏（1398年—1439年3月24日），室町时代武將，第4代鐮倉公方（在位期間：1409年－1439年），足利滿兼之子。

## 生平

### 幼年
應永16年（1409年），父親滿兼死去後成為鐮倉公方。但是與叔父足利滿隆和關東管領上杉禪秀（上杉氏憲）不和，雙方漸漸對立。應永23年（1416年），禪秀和滿隆發動政變，持氏被流放到駿河（上杉禪秀之亂）。不過翌年在越後的上杉房方等人的幫助下，這次叛亂被鎮壓。

### 與將軍對立
鐮倉公方與京都將軍的對立由持氏的祖父足利氏滿時期就已經開始。這時因為關東管領上杉憲春的死諫，對立未開始就被阻止，但是希望把支配權擴張到關東的將軍，和與之抵抗的鐮倉公方，雙方的衝突已經是無可避免。
應永30年（1423年），持氏受室町幕府的命令，消滅企圖謀反的京都扶持眾小栗滿重，再擊倒同是扶持眾的宇都宮持綱和桃井宣義，以圖掃除關東一帶的親幕府勢力（小栗滿重之亂和應永之亂）。對此，室町幕府4代將軍足利義持計劃討伐持氏，但因為持氏的謝罪而中止討伐。不過，任用關東御扶持眾的持氏勢力擴大，想牽制持氏的幕府方為此與持氏對抗，令到持氏與幕府的對立更加嚴重。
應永32年（1425年），第5代將軍足利義量病死，應永32年（1428年），前代將軍義持亦病死，將軍一職懸空，持氏因為自身是足利氏一族和名分，所以希望坐上第6代將軍的寶座，但是管領畠山滿家和三寶院門跡滿濟等人協議，由義持4名弟弟中抽籤選出第6代將軍。結果天台座主義円（足利義教）還俗，義教繼承將軍一職。
對於義教繼承將軍一事，身為義持猶子的持氏抱持不滿，輕蔑新將軍義教為「還俗將軍」，沒有派出祝賀義教的將軍繼任。更在元號改為永享後，繼續使用前年號正長，本来應由將軍決定的鐮倉五山住持，持氏卻擅自決定人選，與幕府對立的姿勢開始表露出來。
與持氏同時期、繼任管領的關東管領上杉憲實，一直努力想令持氏與義教融和，但是持氏沒有回應。更散佈憲實被持氏討伐的流言，慢慢地兩者的嫌隙越來越大，永享9年（1437年）憲實辭任關東管領。另一方面，幕府中和平派的管領畠山滿家在永享5年（1433年）死去，滿濟在永享7年（1435年）死去，能阻止義教的人已經不再存在。

### 永享之亂
永享10年6月（1438年），持氏嫡子賢王丸元服而改名之際，有本來應該是從將軍名字中拜領一字的慣例，但持氏沒有這樣做並把賢王丸改名為「義久」。憲實沒有出席賢王丸的元服儀式，憲實與持氏的對立已經是肯定的。在8月憲實離開鐮倉，前往領國上野國。看到憲實有不尋常舉動的持氏派兵討伐憲實，自己亦從武藏國府中高安寺出陣。
將軍義教為了救援憲實，命令篠川御所足利滿直和駿河守護今川範忠出兵。此外還派遣了包含禪秀之子上杉持房和上杉教朝等人的幕府軍。同時請求追討持氏的綸旨，持氏成為朝敵。9月27日持氏軍被擊破後去到相模的海老名，被守護鐮倉的三浦時高等武將背叛，士兵不斷逃亡，持氏變得孤立無援。
持氏返回鐮倉的途中遇到憲實的家宰長尾忠政（芳傳），請求憲實向義教求情。後來在鐮倉稱名寺出家，被幽禁在永安寺。憲實向義教請求留持氏一命以及由嫡子義久就任鐮倉公方，但義教不允許並命令憲實追討持氏。永享11年（1439年）2月10日，憲實出兵攻擊永安寺，最後持氏自殺。（永享之亂）。
因為持氏自殺，鐮倉公方一時之間滅亡，但是結城氏朝和結城持朝擁立持氏的遺兒次子春王丸和三子安王丸與幕府對抗，關東的混亂持續（結城合戰）。